# Monoaminoxidase-Hemmer
Monoaminoxidase-Hemmer (kurz MAO-Hemmer) oder auch -Inhibitoren (MAOI) sind Psychopharmaka, die gegen Depressionen eingesetzt werden (Antidepressiva). Sie entfalten ihre Wirkung durch eine Blockade der Monoaminoxidasen (MAO). Diese Enzyme haben die Aufgabe, Monoamine wie Serotonin, Noradrenalin und Dopamin aufzuspalten und so deren Verfügbarkeit für die Signalübertragung im Gehirn zu verringern. Die MAO-Hemmer hemmen diese Abbauenzyme, wodurch sich die Konzentration von Monoaminen erhöht.
Der MAO-Hemmer Iproniazid war das erste vermarktete Antidepressivum überhaupt. Die ersten verfügbaren MAO-Hemmer erforderten jedoch eine Tyramin-arme Ernährung und wiesen unerwünschte Arzneimittelwirkungen auf. Daher ging die Verwendung der MAO-Hemmer insgesamt stark zurück, obwohl seit Mitte der 1990er Jahre mit Moclobemid ein gut verträglicher und nebenwirkungsarmer MAO-Hemmer auf den Markt kam.

## Einteilung der MAO-Hemmer
Die Monoaminoxidase kommt natürlich in zwei verschiedenen Varianten vor, Typ A (MAO-A) und Typ B (MAO-B). MAO-Hemmer werden dementsprechend nach zwei Aspekten unterteilt: Selektivität für einen Enzymtyp (selektiv oder nichtselektiv) und Reversibilität (reversibel oder irreversibel).
Reversibilität bedeutet, dass das Medikament nur schwach an eine oder beide MAOs bindet und diese spätestens mit dem Abbau des Medikaments wieder intakt freigibt. Irreversible MAO-Hemmer dagegen binden die Monoaminoxidasenenzyme dauerhaft. Um die Wirkung aufzuheben, muss das betroffene Enzym vom Körper erst neu gebildet werden, was einige Wochen dauern kann.
Selektive Inhibitoren der MAO-A (z. B. Moclobemid, reversibel) hemmen nur den Typ A der Monoaminoxidase. Sie zeigen eine antidepressive Wirkung und sind allgemein gut verträglich. Selektiv MAO-B-hemmende Wirkstoffe (z. B. Selegilin, Rasagilin, beide irreversibel) werden in erster Linie in der Parkinson-Behandlung eingesetzt.
Nicht-selektive MAO-Hemmer (z. B. Tranylcypromin, irreversibel) hemmen MAO-A und MAO-B gleichermaßen und sind von hoher Wirksamkeit in der Behandlung von Depressionen und Angststörungen.

### Arzneimittel
MAO-A und MAO-B blockierende Wirkstoffe hemmen in etwa gleichem Maße den Abbau von Serotonin, Noradrenalin und Dopamin. Zu diesen nicht-selektiven MAO-Hemmern zählen unter anderem:
- Tranylcypromin (irreversibel) Handelsname Jatrosom
- Iproniazid (irreversibel, Produkt mittlerweile aus dem deutschen Markt zurückgezogen)
- Isocarboxazid (irreversibel, Produkt mittlerweile aus dem deutschen Markt zurückgezogen)
- Phenelzin (irreversibel, Produkt mittlerweile aus dem deutschen Markt zurückgezogen) Handelsname USA Nardil
- Nialamid (irreversibel, Produkt mittlerweile aus dem deutschen Markt zurückgezogen)

Selektiv fast nur die MAO-A blockierende Arzneien hemmen den Abbau von Serotonin, Noradrenalin und schwächer auch Dopamin (nach Effektstärke geordnet). Sie erfordern keine Diätmaßnahmen.
- Moclobemid (reversibel) Handelsname Aurorix
- Toloxaton (irreversibel, auf dem deutschen Markt bislang nicht eingeführt und nicht erhältlich)
- Methylenblau (auf dem deutschen Markt nicht erhältlich) Handelsname USA Hyophen.[3]

Selektiv die MAO-B blockierende Arzneien hemmen insbesondere den Abbau von Dopamin. Daher werden sie, üblicherweise in Kombination mit L-Dopa, in der Parkinson-Therapie eingesetzt. In Kombination mit einem MAO-A Hemmer verstärken sie dessen noradrenerge Wirkung. Vertreter dieser Art sind:
- Selegilin (irreversibel, bis mittlere Dosis normalerweise keine strenge Diät erforderlich)
- Rasagilin (irreversibel, keine Diät erforderlich)
- Lazabemid (reversibel, Markteinführung bislang noch nicht erfolgt)
- Safinamid (reversibel, keine Diät erforderlich, jedoch nicht zur Monotherapie zugelassen)

### Natürliche Substanzen
Ein reversibler, unselektiver MAO-Hemmer natürlichen Ursprungs ist das Harmalin (siehe dazu unten).

## Wirkungsweise
Die Monoaminoxidase-Enzyme bauen Hormone (wie Adrenalin) und Neurotransmitter (wie z. B. Noradrenalin, Dopamin und Serotonin) ab. Durch Hemmung eines oder beider MAO-Enzymtypen kommt es zu einer Anreicherung dieser Monoamine im Körper, pharmakologisch bedeutsam insbesondere an den Synapsen. So stehen mehr Neurotransmitter für eine Signalübertragung zur Verfügung, was üblicherweise einen antidepressiven Effekt bewirkt.
Allerdings bauen die MAO im menschlichen Körper auch andere Substanzen ab, sodass der Einsatz von irreversiblen und zugleich nicht-selektiven MAO-Hemmern besondere Vorsichtsmaßnahmen bedingt (siehe unten).

## Anwendungsgebiete

### Psychiatrie und Neurologie
MAO-Hemmer (vor allem MAO-A-Hemmer) werden vor allem bei schweren und atypischen Depressionen eingesetzt, insbesondere wenn andere Antidepressiva versagen. Der neuere reversible selektive MAO-A Hemmer Moclobemid etwa erfordert keine tyraminarme Diät und hat nur geringe Nebenwirkungen. In Studien war Moclobemid ähnlich effektiv wie Selektive Serotonin-Wiederaufnahmehemmer (SSRI). Er eignet sich daher sowie aufgrund seiner oft sofort eintretenden antidepressiven Wirkung auch als Antidepressivum erster Wahl. Reversible selektive MAO-A Hemmer wie Moclobemid scheinen deutlich zu selten als Therapie in Frage gezogen zu werden, offenbar aufgrund der Fehleinschätzung, ihr Nebenwirkungs- und Risikopotential entspräche dem der irreversiblen nicht selektiven MAOI.
Aus der klinischen Praxis ist bekannt, dass MAO-Hemmer auch erfolgreich zur Behandlung von Angststörungen (vor allem soziale Phobie, Panikstörungen) und Zwangsstörungen eingesetzt werden können. Größere Studien hierzu stehen allerdings noch aus.
Zur Behandlung von posttraumatischen Belastungsstörungen sind MAO-Hemmer nach einer Meta-Analyse von van Etten & Taylors (1998, zit. n. Ehlers, 1999, S. 74–77) nicht wirksamer als Placebos oder Warten auf Therapie (Cohens d=0,61). Möglicherweise unterschätzen einige metaanalysierte Studien die Wirkung, weil der Untersuchungszeitraum zu kurz war. Dennoch werden Selektive Serotonin-Wiederaufnahme-Hemmer (SSRI) zur Behandlung vorgezogen (d=1,38).
SSRI wirken jedoch in vielen Fällen auch schlechter als MAO-Hemmer. Ehlers psychotherapeutischer Behandlungsansatz übertrifft dies aber noch (d=2,6 bis 2,8). Bei Zwangsstörungen oder Angststörungen können MAO-Hemmer sehr effektiv wirken und stellen eine potente Behandlungsalternative dar. Phenelzin scheint im Besonderen bei komorbiden Ängsten und Panikattacken geeignet.
Selektive MAO-B-Hemmer (Wirkstoff: Selegilin oder Rasagilin) sind zugelassen für die Behandlung der Parkinson-Krankheit. Sie verhindern den Abbau von endogenem oder exogen zugeführtem Dopamin.

### Gezielte nichtmedizinische Verwendung
Reversible MAO-Hemmer werden auch benutzt, um die Wirkung psychoaktiver Drogen zu steigern, abzuwandeln oder eine perorale Wirkung erst zu ermöglichen. Ein MAO-Hemmer natürlichen Ursprungs, der zu diesem Zweck benutzt wird, ist das Harmalin, das sich in der Steppenraute (Peganum harmala) oder der Liane Banisteriopsis caapi findet. Die Kombination mit psychedelischen Tryptaminen ist bekannt. Die Kombination mit Dimethyltryptamin (DMT) als südamerikanisches Ayahuasca (Yagé) wird traditionell in den Amazonasgebieten von indigenen Völkern zu religiösen und schamanischen Heilzwecken eingenommen. Daneben hat sich bezüglich Yagé auch ein westlicher Drogentourismus entwickelt. Einheimische (europäische) Pflanzen, die DMT enthalten, sind etwa das Schilfrohr (Phragmites australis) und das Pfahlrohr (Arundo donax).
Peroral sind einige Tryptamine wie das DMT ohne zusätzliche Einnahme von reversiblen MAO-Hemmern nicht wirksam. Die Wirkung von medizinischen oder reversiblen MAO-Inhibitoren (MAOI) mit anderen Drogen ist kaum vorhersehbar und kann unter Umständen gefährlich sein.
Das Harmalin hat auch allein eine psychotrope Wirkung, es zählt aber nicht zu den „klassischen“ Halluzinogenen (wie LSD). Seine Wirkung ist in höherer Dosierung von gewissen unangenehmen Nebenwirkungen begleitet (z. B. Erbrechen).

## Unerwünschte Wirkungen
MAO-Hemmer erhöhen das Risiko für hypertensive Krisen, Hypotonie und Maligne Hyperthermie. Unruhe, Tremor, Übelkeit und orthostatische Dysregulation sind häufige Nebenwirkungen.

## Wechselwirkungen
Kombinationen von MAO-Hemmern mit bestimmten Arzneistoffen wie Dextromethorphan (DXM) oder Drogen wie Ethanol, Ecstasy, Opiaten bzw. Opioiden, Meskalin oder Amphetamin-Derivaten sowie Kombinationen mit Antidepressiva anderer Gattungen können lebensgefährliche Störungen der Körperfunktionen verursachen. Es kann u. a. zu einem Serotonin-Überschuss kommen, welcher zum lebensbedrohlichen Serotonin-Syndrom führen kann.
Aus diesem Grund werden beim Wechsel zwischen einem irreversiblen, nicht selektiven MAO-Hemmer und anderen Arten Antidepressiva normalerweise mindestens zwei Wochen Sicherheitsabstand eingehalten, während derer die jeweils zuvor verabreichten Medikamente vom Körper abgebaut werden. Dennoch werden in seltenen Fällen MAO-Hemmer in der psychiatrischen Behandlung kontrolliert zur Augmentation mit anderen Antidepressiva oder Stimulanzien kombiniert.
Während einer Behandlung mit MAO besteht eine absolute Kontraindikation für Gabe bzw. Einnahme von Pethidin, Tramadol und indirekten Sympathomimetika.

### Diätrichtlinien

Wirkung eines TAAR1- Agonisten auf ein Neuron

Da MAO-A und -B auch andere Monoamine wie z. B. Tyramin abbauen, können nichtselektive MAO-Hemmer nach Einnahme von Lebensmitteln mit mehr als 8–10 mg Tyramin einen gefährlichen Bluthochdruck auslösen (englisch „Cheese-Effect“). Tyramin wirkt durch einen potenten TAAR1-Rezeptor-Agonismus als Noradrenalin-Freisetzer; Noradrenalin wiederum kann den Blutdruck auf ein kritisches Niveau anheben. Auch Lebensmittel mit sehr hohen Mengen an Tyrosin bringen diese Gefahr mit sich, da Tyrosin im Körper zu Tyramin verstoffwechselt wird.
Aus diesem Grunde müssen bei irreversiblen, unselektiven MAO-Hemmern wie Tranylcypromin unbedingt Diätrichtlinien eingehalten werden, da tyraminreiche Kost bis zu 40 mg Tyramin enthält. Einen Überblick über die Wirkung von MAO-Hemmern, Neuheiten wie transdermale Selegilin-Pflaster und ihren Zusammenhang zu Diätrichtlinien bieten Stahl und Felker in „Monoamine Oxidase Inhibitors: A Modern Guide to an Unrequited Class of Antidepressants“. Eine moderne, wenig einschränkende MAOI-Diät wird in Gardner, Shulman, Walker und Tailor „The making of a user friendly MAOI diet“ beschrieben.
Lebensmittel (Auswahl), die bedenkliche Wechselwirkungen in Kombination mit MAO-Hemmern zeigen. Falls eine Regel Ausnahmen erlaubt, sind sie in derselben Zeile angegeben:
- Gereifter Käse (Tyramin), nicht jedoch Frischkäse. Parmesan und Pecorino nur in sehr kleinen Mengen.
- Hefeextrakte (Tyramin), nicht jedoch Backhefe
- Durch (Luft-)Trocknen, Altern, Räuchern oder Fermentieren gereifte Produkte wie Fisch oder Fleisch (Tyramin), nicht jedoch frisch zubereitetes Fleisch oder frisch zubereiteter Fisch.
- Ackerbohnen (Levodopa, synergistische Wirkung mit MAO-Hemmern), Zuckererbsen, nicht jedoch Linsen oder Erbsen im Allgemeinen.
- Viele Weinsorten (Tyramin), insbesondere robuste Rotweine wie Chianti.
- Unpasteurisierte Biersorten
- Sauerkraut (Tyramin).
- Tofu, Sojabohnen oder Produkte daraus, nicht jedoch Soja- oder Teriyakisauce bis zu einem Viertel Glas am Tag.
- Schokolade oder andere kakaohaltige Produkte müssen auf kleinere Mengen begrenzt werden.
- Tee und Kaffee (Koffein, synergistische Wirkung mit MAO-Hemmern) müssen auf kleinere Mengen begrenzt werden.
- Hochkonzentrierte Auszüge, Öle o. ä. dürfen ohne vorherige Information nicht konsumiert werden, da der Konzentrationsprozess sonst unbedenkliche Lebensmittel auf kritische Tyramin-, Tyrosin-, Phenylethylamin- oder Levodopa-Mengen anreichern kann.